# Henry Expert

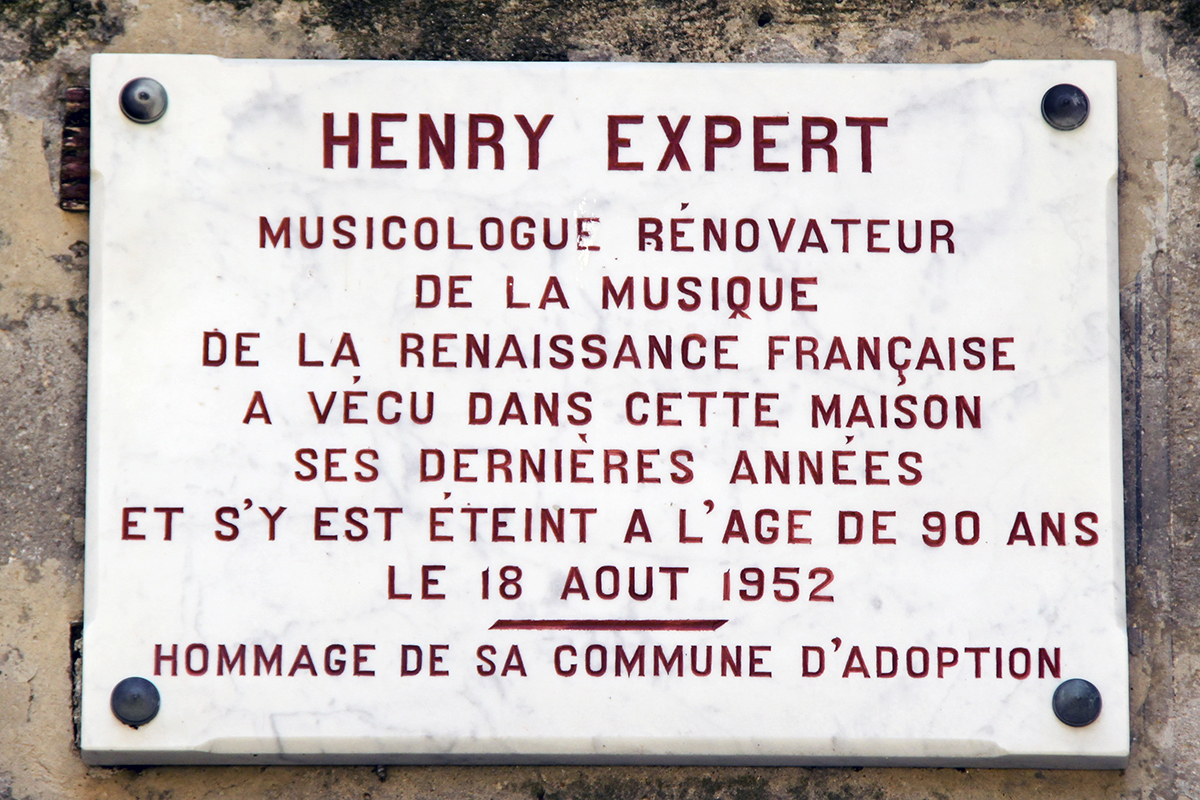
Gedenktafel an der Fassade des Hauses, in dem Henry Expert im Dorf Tourrettes-sur-Loup (Frankreich) lebte und starb.

Isidore Norbert Henry Expert (* 12. Mai 1863 in Bordeaux; † 18. August 1952 in Tourrettes-sur-Loup) war ein französischer Musikwissenschaftler.

## Leben
Expert studierte ab 1881 an der École Niedermeyer de Paris und besuchte die Klassen von Cesar  Franck, Gustave Lefèvre und Eugène Gigout, später auch jene von Gabriel  Fauré. 
Er ist mit der Veröffentlichung zweier wichtiger Sammelwerke zur Musik der Renaissance hervorgetreten: Les Maîtres Musiciens de la Renaissance Française und Monuments de la musique francaise au temps de la Renaissance. 
Von 1909 bis 1933 war Expert Bibliothekar des Pariser Konservatoriums.